# Oisy, Nord
Oisy là một xã ở trong tỉnh Nord ở miền bắc nước Pháp. Xã này có diện tích 2,57 km², dân số năm 1999 là 471 người. Xã nằm ở khu vực có độ cao trung bình 34 mét trên mực nước biển.